# Buah Raya
Buah Raya is een bestuurslaag in het regentschap Karo van de provincie Noord-Sumatra, Indonesië. Buah Raya telt 448 inwoners (volkstelling 2010).